# بداک‌لی (گرگر)
بداک‌لی {{ترکی|Budaklı) (به کردی: Nîran) یک منطقهٔ مسکونی در ترکیه است که در گرگر، آدیامان واقع شده‌است.